# Volksabstimmungen in der Schweiz 1946
Dieser Artikel bietet eine Übersicht der Volksabstimmungen in der Schweiz im Jahr 1946.
In der Schweiz fanden 1946 auf Bundesebene zwei Volksabstimmungen statt, im Rahmen zweier Urnengänge am 10. Februar und am 8. Dezember. Dabei handelte es sich um eine Volksinitiative und einen Gegenentwurf.

## Abstimmung am 10. Februar 1946

### Ergebnis
| Nr. | Vorlage                                                                                     | Art | Stimm- berechtigte | Abgegebene Stimmen | Beteiligung | Gültige Stimmen | Ja      | Nein    | Ja-Anteil | Nein-Anteil | Stände | Ergebnis |
| --- | ------------------------------------------------------------------------------------------- | --- | ------------------ | ------------------ | ----------- | --------------- | ------- | ------- | --------- | ----------- | ------ | -------- |
| 140 | Bundesbeschluss über das Volksbegehren betreffend eine Gütertransportordnung (Gegenentwurf) | GE  | 1'347'483          | 878'675            | 65,19 %     | 861'501         | 289'935 | 571'566 | 33,65 %   | 66,35 %     | 1:21   | nein     |

### Gütertransportordnung
Ein Verfassungsartikel zur Regulierung des Güterverkehrs war 1935 von Volk und Ständen abgelehnt worden. Die Bundesbehörden erarbeiteten daraufhin eine befristete Autotransportordnung, setzten diese 1940 per Dringlichkeitsrecht in Kraft und verlängerten sie 1945 um weitere fünf Jahre. Ein breit abgestütztes Komitee unter der Führung des Vereins LITRA reichte 1938 eine Volksinitiative für eine neue Gütertransportordnung ein. Daraufhin präsentierte der Bundesrat einen Gegenentwurf, der zwar auf die Aufteilung des Güterverkehrs verzichtete, aber den Personen- und Werkverkehr sowie andere Verkehrsmittel ausser Automobilen und Eisenbahn einschloss. 1945 zogen die Initianten ihr Begehren zugunsten des vom Parlament leicht veränderten Gegenentwurfs zurück. Alle grossen Parteien und Wirtschaftsverbände sprachen sich für die Vorlage aus. Die Befürworter strichen den Nutzen einer Verkehrskoordination für die Volkswirtschaft und die Landesverteidigung hervor und erinnerten an das «Verkehrschaos» und den «ruinösen Wettbewerb von Schiene und Strasse». Der gesunde Wettbewerb sporne die Bahnen zur laufenden Leistungsverbesserung an. Die Gegner, allen voran der LdU und die Automobilverbände, bezeichneten die Gütertransportordnung als wettbewerbsfeindlich und monopolistisch, da sie dem Gesetzgeber zu viele Möglichkeiten in die Hand gebe und die Bahn einseitig bevorzuge. Nur knapp ein Drittel der Abstimmenden nahmen die Vorlage an, der einzige Kanton mit einer Ja-Mehrheit war Graubünden.

## Abstimmung am 8. Dezember 1946

### Ergebnis
| Nr. | Vorlage                                                   | Art | Stimm- berechtigte | Abgegebene Stimmen | Beteiligung | Gültige Stimmen | Ja      | Nein    | Ja-Anteil | Nein-Anteil | Stände | Ergebnis |
| --- | --------------------------------------------------------- | --- | ------------------ | ------------------ | ----------- | --------------- | ------- | ------- | --------- | ----------- | ------ | -------- |
| 141 | Bundesbeschluss über das Volksbegehren «Recht auf Arbeit» | VI  | 1'359'392          | 681'489            | 50,13 %     | 650'158         | 124'792 | 525'366 | 19,19 %   | 80,81 %     | 0:22   | nein     |

### Recht auf Arbeit
Der Versuch der SP, das Recht auf Arbeit in der Bundesverfassung zu verankern, war 1894 gescheitert. Ein halbes Jahrhundert später griff LdU- und Migros-Gründer Gottlieb Duttweiler die Idee wieder auf. Die entsprechende Volksinitiative kam 1943 zustande, trotz der Konkurrenz durch eine ähnliche Initiative der SP. In seiner Stellungnahme wies der Bundesrat auf innere Widersprüche und Unklarheiten im Initiativtext hin, ebenso auf Unterschiede im Wortlaut der deutschen und der französischen Version. Darüber hinaus bezeichnete er die Ziele der Initiative als nicht umsetzbar. Das Parlament lehnte sie ebenfalls ab. Im Abstimmungskampf war der LdU auf sich allein gestellt und musste sich auch mit parteiinternem Widerstand auseinandersetzen. Alle anderen Parteien und auch die Wirtschaftsverbände bekämpften die Initiative, wenn auch aus unterschiedlichen Gründen. Die bürgerlichen Gegner warnten, dass die dauerhafte Vollbeschäftigung und die existenzsichernde Entlohnung ohne staatlichen Zwang nicht realisierbar seien. Andererseits verwiesen die linken Gegner auf ihre eigene Initiative und kreideten der LdU-Initiative an, dass sie den Profit als Grundlage des Kapitalismus gar nicht abschaffen wolle. Letztlich war das Begehren chancenlos: Nicht einmal jeder fünfte Abstimmende stimmte Ja, am höchsten war die Zustimmung im Kanton Zürich mit lediglich 31,7 Prozent.